# Clerval (Quebec)
Clerval es un municipio canadiense situado en la provincia de Quebec.

## Superficie
Clerval tiene una superficie de 99,17 km².

## Demografía
En 2021, tenía 373 habitantes, una densidad poblacional de 3,8 hab./km², y 291 viviendas.